# Борис Грінченко (монета)
«Бори́с Грінче́нко» — ювілейна монета номіналом 2 гривні, випущена Національним банком України. Присвячена 150-річчю від дня народження поета і прозаїка, перекладача і літературного критика, автора фундаментальних етнографічних, мовознавчих, літературознавчих та педагогічних праць, історичних нарисів, перших підручників з української мови й літератури, укладача чотиритомного тлумачного словника української мови, одного з організаторів і керівників товариства «Просвіта» Бориса Дмитровича Грінченка.
Монету було введено в обіг 22 листопада 2013 року. Вона належить до серії «Видатні особистості України».

## Опис та характеристики монети
| Номінал грн. | Метал      | Маса, грам | Діаметр, мм. | Якість виготовлення       | Гурт     | Тираж, штук |
| ------------ | ---------- | ---------- | ------------ | ------------------------- | -------- | ----------- |
| 2            | нейзильбер | 12,8       | 31,0         | спеціальний анциркулейтед | рифлений | 20 000      |

### Аверс
На аверсі монети розміщено: угорі малий Державний Герб України та напис півколом «НАЦІОНАЛЬНИЙ БАНК УКРАЇНИ»; у центрі — зображення книги, прикрашеної квітковим орнаментом, на сторінках якої — вислів письменника «…УКРАЇНА. В ЦЬОМУ СЛОВІ ДЛЯ МЕНЕ ВСЕ.» та пера; унизу номінал — «2 ГРИВНІ», рік карбування монети — «2013» (праворуч) та логотип Монетного двору Національного банку України.

### Реверс
На реверсі монети зображено портрет Бориса Грінченка, ліворуч і праворуч від якого у квітковому орнаменті роки життя «1863», «1910»; унизу напис — «БОРИС ГРІНЧЕНКО».

## Автори

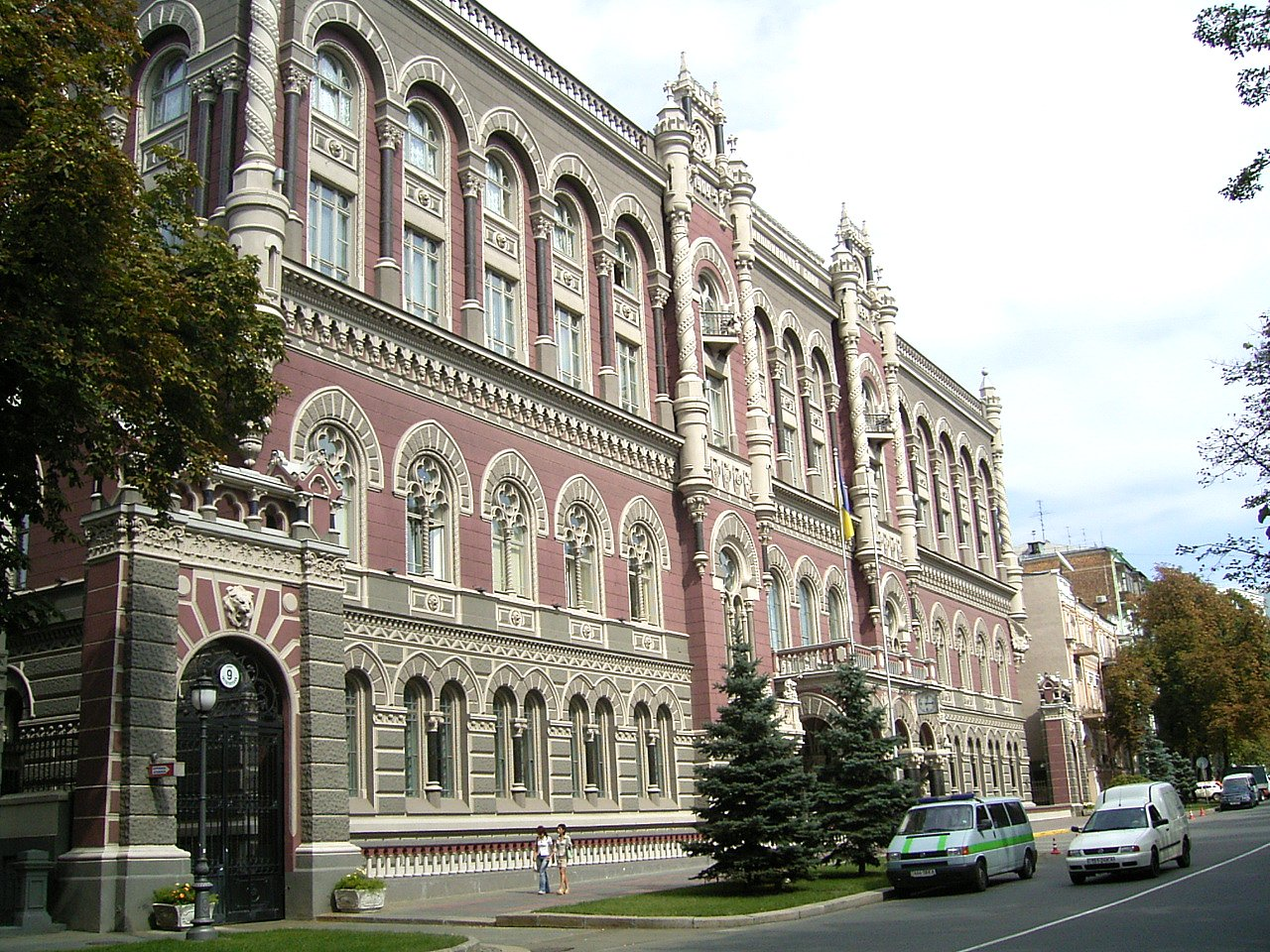
Будівля Національного банку України

- Художник — Фандікова Наталія.
- Скульптори: Дем'яненко Володимир, Атаманчук Володимир.

## Вартість монети
Під час введення монети в обіг 2013 року, Національний банк України реалізовував монету через свої філії за ціною 20 гривень.
Фактична приблизна вартість монети, з роками змінювалася так:
| Рік        | 2014 | 2015 | 2016 | 2017 | 2018 | 2019 | 2020 | 2021 | 2022 | 2023 | 2024 | 2025 |
| ---------- | ---- | ---- | ---- | ---- | ---- | ---- | ---- | ---- | ---- | ---- | ---- | ---- |
| Ціна, грн. | 35   | 40   | 60   | 180  | 180  | 170  | 160  | 155  | 165  | 200  | 280  | 300  |